# Nasz okręt
Nasz okręt (ang. In Which We Serve) – brytyjski dramat wojenny z 1942 roku w reżyserii Davida Leana i Noëla Cowarda. Zdjęcia do filmu kręcono w Londynie i Plymouth oraz w hrabstwach Bedfordshire (Dunstable Downs) i Durham.

## Nagrody i nominacje
| Nazwa nagrody | Wygrane            | Nominacje                                                                            |
| ------------- | ------------------ | ------------------------------------------------------------------------------------ |
| Oscar         | 1944 bez rezultatu | 1944 Najlepszy film wytwórnia Two Cities Najlepszy scenariusz oryginalny Noël Coward |

| Organizacja                                            | Wygrane             | Nominacje    |
| ------------------------------------------------------ | ------------------- | ------------ |
| Stowarzyszenie Nowojorskich Krytyków Filmowych (NYFCC) | 1942 Najlepszy film | 1942 wygrana |